# Choi Byung-Chul
Choi Byung-Chul (en coreano: 최병철; Seúl, 24 de octubre de 1981) es un deportista surcoreano que compitió en esgrima, especialista en la modalidad de florete.
Participó en tres Juegos Olímpicos de Verano entre los años 2004 y 2012, obteniendo una medalla de bronce en Londres 2012 en la prueba individual. Ganó una medalla de bronce en el Campeonato Mundial de Esgrima de 2007.

## Palmarés internacional
| Juegos Olímpicos   | Juegos Olímpicos        | Juegos Olímpicos  | Juegos Olímpicos    |
| Año                | Lugar                   | Medalla           | Prueba              |
| ------------------ | ----------------------- | ----------------- | ------------------- |
| 2012               | Londres (Reino Unido)   | Medalla de bronce | Florete individual  |
| Campeonato Mundial |                         |                   |                     |
| Año                | Lugar                   | Medalla           | Prueba              |
| 2007               | San Petersburgo (Rusia) | Medalla de bronce | Florete por equipos |